# Realtone
Een realtone is een fragment uit een liedje of film dat gebruikt wordt als beltoon (ringtone) voor een mobiele telefoon. Realtones zijn de originele fragmenten van liedjes, vaak met zang erbij en niet bijgewerkt.
De meeste moderne mobiele telefoons kunnen realtones afspelen. Vaak worden ze in de vorm van een MP3-bestand geleverd. Ze zijn ook te koop op websites.
Realtones zijn op een telefoon te zetten met een datakabel of met infrarood of bluetooth via de computer. Ook is het mogelijk realtones door te sturen van de ene naar een andere telefoon.